# 60 Hydrae
60 Hydrae är en vit underjätte i Vattenormens stjärnbild.
60 Hydrae har visuell magnitud +5,82 och är svagt synlig för blotta ögat vid god seeing. Den befinner sig på ett avstånd av ungefär 330 ljusår.